# Taq-i Bostan

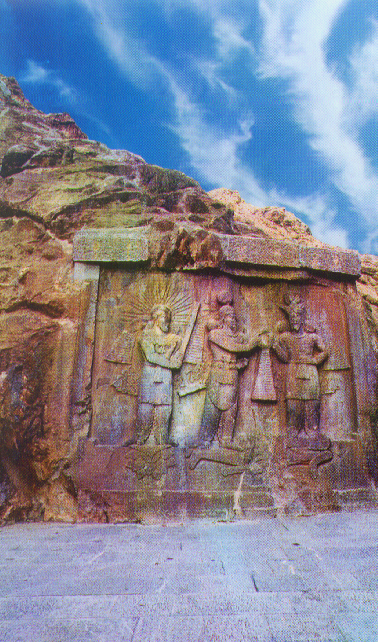
La investidura de Ardashir II

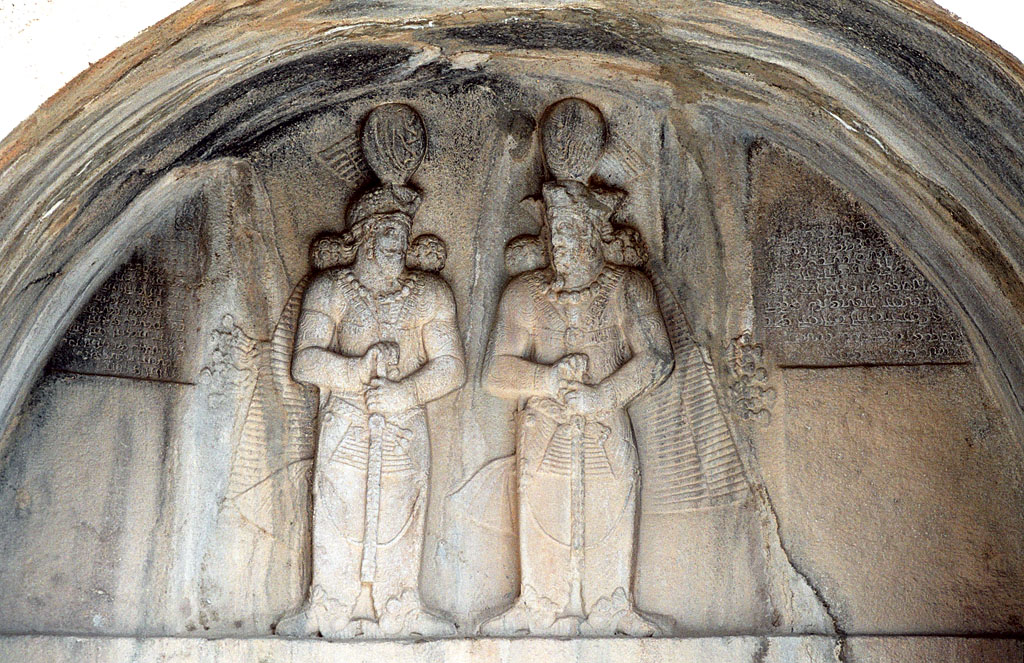
Los dos reyes Sapor II y Sapor III

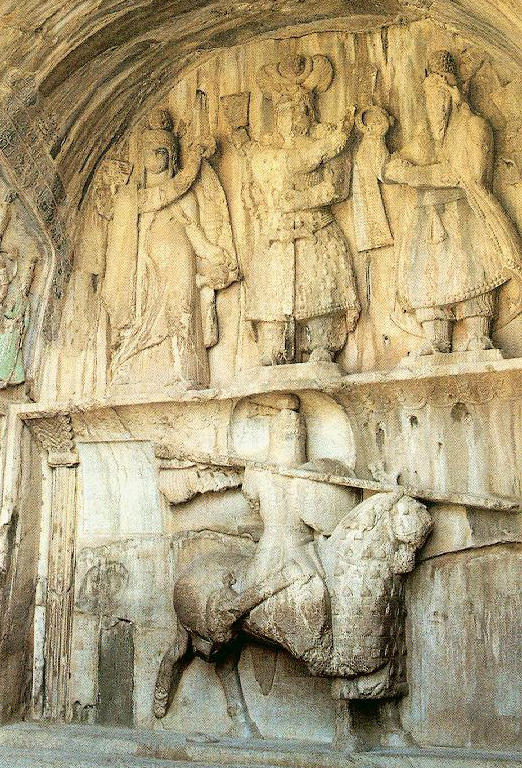
Relieve de un victorioso Cósroes II montado en su caballo favorito, Shabdiz.

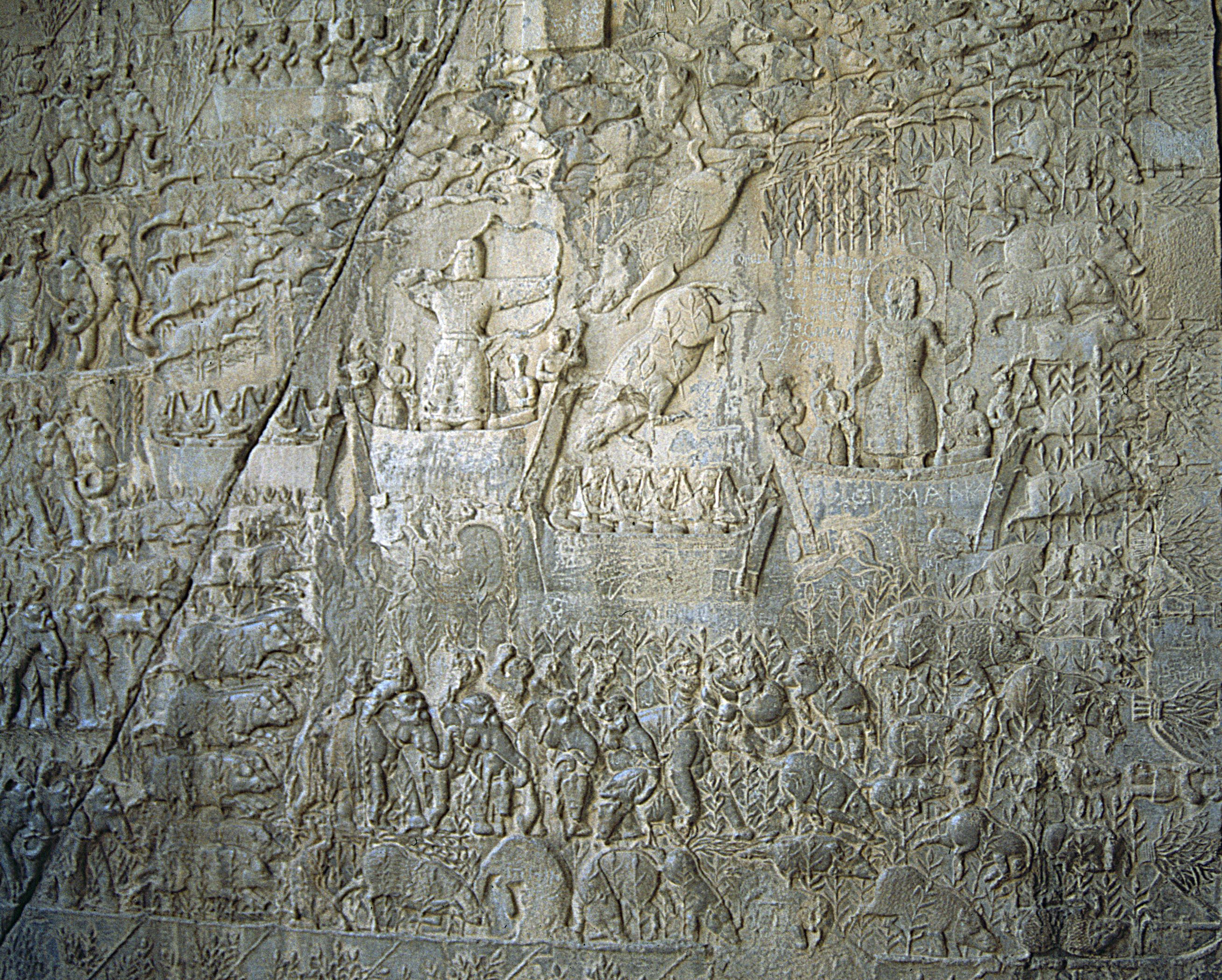
Escena de la caza de jabalí de Cósroes II.

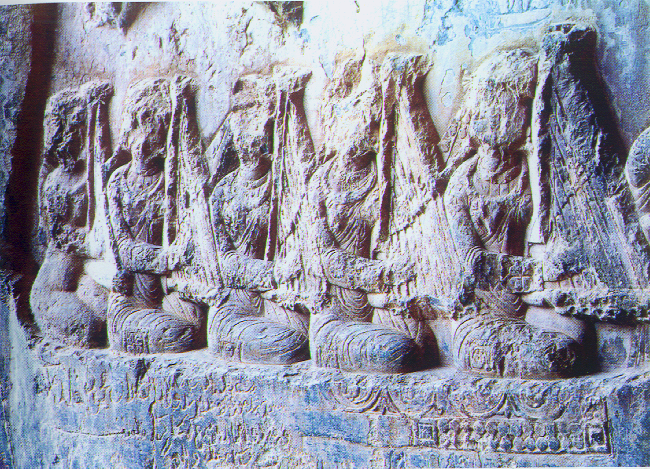
Mujeres tocando el chang (arpa persa), mientras el rey caza.

Taq-i Bostan (farsi, طاق بستان, "arco del jardín") es un lugar con una serie de amplios relieves en roca de la época del imperio sasánida en Persia, la dinastía iraní que gobernó Asia occidental desde 226 hasta el 650. Este ejemplo de arte sasánida se encuentra a 5 km de la ciudad de Kermanshah en el Irán occidental. Se encuentra en el corazón de los montes Zagros, donde ha resistido a lo largo de casi 1700 años de viento y lluvia. El lugar se ha convertido en un parque arqueológico y se ha juntado una serie de capiteles de columna de la época sasánida tardía e islámicas  (algunas se pueden encontrar en Taq-i Bustan, otras en Bisitun y Kermanshah).
Las tallas en piedra, algunos de los más bellos y mejor conservados de la escultura persa bajo los sasánidas, incluyen representaciones de las investiduras de Ardashir II (379-383) y Sapor III (383-388). Como otros símbolos sasánidas, Taq-i Bostan y sus relieves acentúan el poder, las tendencias religiosas, la gloria, el honor, la vastedad de la corte, el juego y el coraje en la lucha, las fiestas, la alegría y el placer de la vida. 
Los reyes sasánidas escogieron un bello paraje para sus relieves en roca, junto a una parada y campamento de caravanas en la ruta de la seda. Originariamente policromados, tenían varias fuentes cerca y por debajo de los relieves y los arcos, algunas de las cuales están hoy cegadas. Actualmente, aún hay unos manantiales sagrados que se vacían en una amplia piscina en la base de la montaña.
Taq-i Bostan y sus relieves en roca son uno de los ejemplos de la treintena de restos sasánidas en los montes Zagros. Según Arthur Pope, el fundador del Instituto para el arte y la arqueología iraníes en Estados Unidos, «el arte fue una característica del pueblo iranio y el regalo que han legado a la Humanidad».

## Descripción de los relieves en roca
El complejo de Taq-i Bostan comprende un relieve en roca que se sostiene por sí mismo y otros varios asociados con dos arcos cortados en la roca. Ilustran las ceremonias de investidura de Ardashir II, Sapor II, Sapor III y Cósroes II. También describen escenas de caza de Cósroes II.

### La investidura de Ardashir II
El primer relieve de Taq-i Bostan (Taq-i Bustan I), y aparentemente el más antiguo, es un relieve en roca con la ceremonia de coronación de Ardashir II (379-383) por su predecesor Sapor II o Ahura Mazda. Los investigadores han debatido durante bastante tiempo las identidades de las figuras en este relieve, pero ahora están seguros de que es Ardashir II quien recibe el anillo adornado con cintas - símbolo de la investidura real - de su predecesor Sapor II o Ahura Mazda. Puede haber una mezcla deliberada de la iconografía de ambas identidades. Las dos figuras principales están en pie sobre el emperador romano caído Juliano el Apóstata (361-363). Ardashir desempeñó un papel importante en su derrota durante el reinado de Sapor II (309-379). Excepcional dentro del arte sasánida es el hecho de que este es un retrato, basado en la imagen de Juliano tal como aparecía en las monedas romanas. Ardashir II fue instalado como gobernador interino, esperando a que llegara a la mayoría de edad el heredero real, Sapor III (383-388). La cuarta figura es el dios Mitra en pie sobre una flor de loto. Es el protector de los juramentos y testigo de este pacto. 
Los locales y el folclore persa interpretaron la escena como la victoria de los primeros reyes sasánidas sobre Artabano IV, el último rey de la dinastía parta. La figura de Mitra se convirtió en la inspiración visual para representaciones de Zoroastro.
El panel en relieve fue medido el 15 de agosto de 2007 y dio como resultado que tenía 4,07 metros de ancho y 3,9 metros de alto.

### Sapor II y Sapor III
El arco menor o iwan (Taq-i Bustan II) tiene en la parte superior del muro dos inscripciones en pahlavi identificando dos figuras reales como Sapor II (Sapor el Grande) y su hijo Sapor III. Se les muestra uno frente al otro. El vestíbulo del arco mide 6 x 5 x 3,6 metros. Se ha sugerido que pudo ser construido durante el reinado de Sapor III y algunos señalan como fecha de su terminación el año 385. Sin embargo, la corona real de Sapor III no concuerda con la que aparece en sus monedas y se parece más a la de su predecesor Ardashir II. Se ha argüido que los textos representan una usurpación del relieve de Ardashir por Sapor III.
Las figuras de los dos reyes han sido talladas en bajorrelieve, mirando el uno al otro. Cada figura mide cerca de 2,97 metros. Sapor II sería el de la derecha y Sapor III el de la izquierda. Sus manos están colocadas en una larga espada recta que apunta hacia abajo. La mano derecha está sosteniendo la empuñadura y la izquierda descansa en la vaina. Ambas figuras lucen pantalones sueltos, collares, cabello ensortijado y una barba apuntada que acaba en un anillo.
La traducción de las inscripciones es la siguiente:

Inscripción de Sapor II:

Esta es la figura del señor Sapor, venerador de Mazda, el rey de reyes de Irán y Anirán, cuya raza desciende de los dioses. Hijo del señor Ormuz verador de Mazda, el rey de reyes de Irán y Anirán, cuya raza desciende de los dioses, nieto del señor Narsés, el Shahanshah (rey de reyes).

Inscripción de Sapor III:

Esta es la figura del señor Sapor, venerador de Mazda, el rey de reyes de Irán y Anirán, cuya raza desciende de los dioses. Hijo del señor Sapor, venerador de Mazda, el rey de reyes de Irán y Anirán, cuya raza desciende de los dioses, nieto del señor Ormuz, el rey de reyes.

### Iwán de Cósroes II
Se considera habitualmente que las tres figuras en el muro trasero del gran iwán representan a Cósroes II (591-628) flanqueado por Ahura Mazda y Anahita. Están colocados por encima de un caballero montado persa, que se cree que es el propio Cósroes montando a su caballo favorito, Shabdiz. No hay, sin embargo, unanimidad a la hora de identificar a este rey sasánida tardío. Las dos figuras que lo atienden se considera, a veces, que son un sacerdote y una sacerdotisa, más que los mismos dioses Ahura Mazda y Anahita.
Uno de los relieves más impresionantes en el interior de la gruta más grande o iwán es la gigantesca figura ecuestre del rey sasánida Cósroes II sobre Shabdiz, en la que tanto en caballo como el jinete lucen armadura catafracto. 
El frente del arco cortado en la roca tiene tallados el árbol de la vida o árbol sagrado. Por encima del arco y ubicado en dos lados opuestos están las figuras de dos mujeres aladas con diademas.
El panel con el relieve ecuestre medido el 16 de agosto de 2007 resulta tener, aroximadamente, 7,45 metros de ancho por 4,25 metros de alto.

### Escenas de caza de ciervo y de jabalí
En los muros a la derecha y a la izquierda del arco, hay una imagen del rey cazando que mide 3,8 X 5,7 metros. Desde los tiempos de Ciro el Grande hasta el final del periodo sasánida, la caza fue uno de los pasatiempos favoritos de los reyes iranios. Por lo tanto, escenas de caza se encuentran frecuentemente junto a las de coronación en el antiguo arte persa. 
Hay dos escenas de caza a cada lado del iwan. Una escena presenta la caza imperial de jabalí, y en un espíritu similar, la otra escena muestra al rey acechando a un ciervo. Cinco elefantes sacan al jabalí que huye de un lago salobre hacia el rey, quien está en un puesto con arco y flecha en la mano al tiempo que lo tranquiliza la música interpretada por mujeres. En la siguiente escena, otro bote lleva a las arpistas femeninas y muestra que el rey ha matado a dos grandes jabalíes. El siguiente bote tiene al rey con un halo semicircular en la cabeza y un arco flojo en la mano, lo que significa que la caza ha terminado. Bajo esta imagen, los elefantes están cobrando las piezas con sus trompas y se las colocan en el lomo. Varios episodios de la caza real están así mostrados al mismo tiempo.
Estas escenas de caza real están entre los murales más vívidos y altamente narrativos inmortalizados en piedra. 
El panel con la caza de jabalí mide 6 metros de ancho por 4,25 de alto, según medición del 16 de agosto de 2007. Ese mismo día se midió también el otro panel, el de la caza de ciervo, y dio como resultado 5,9 metros de ancho por 4,35 metros de alto, aproximadamente.

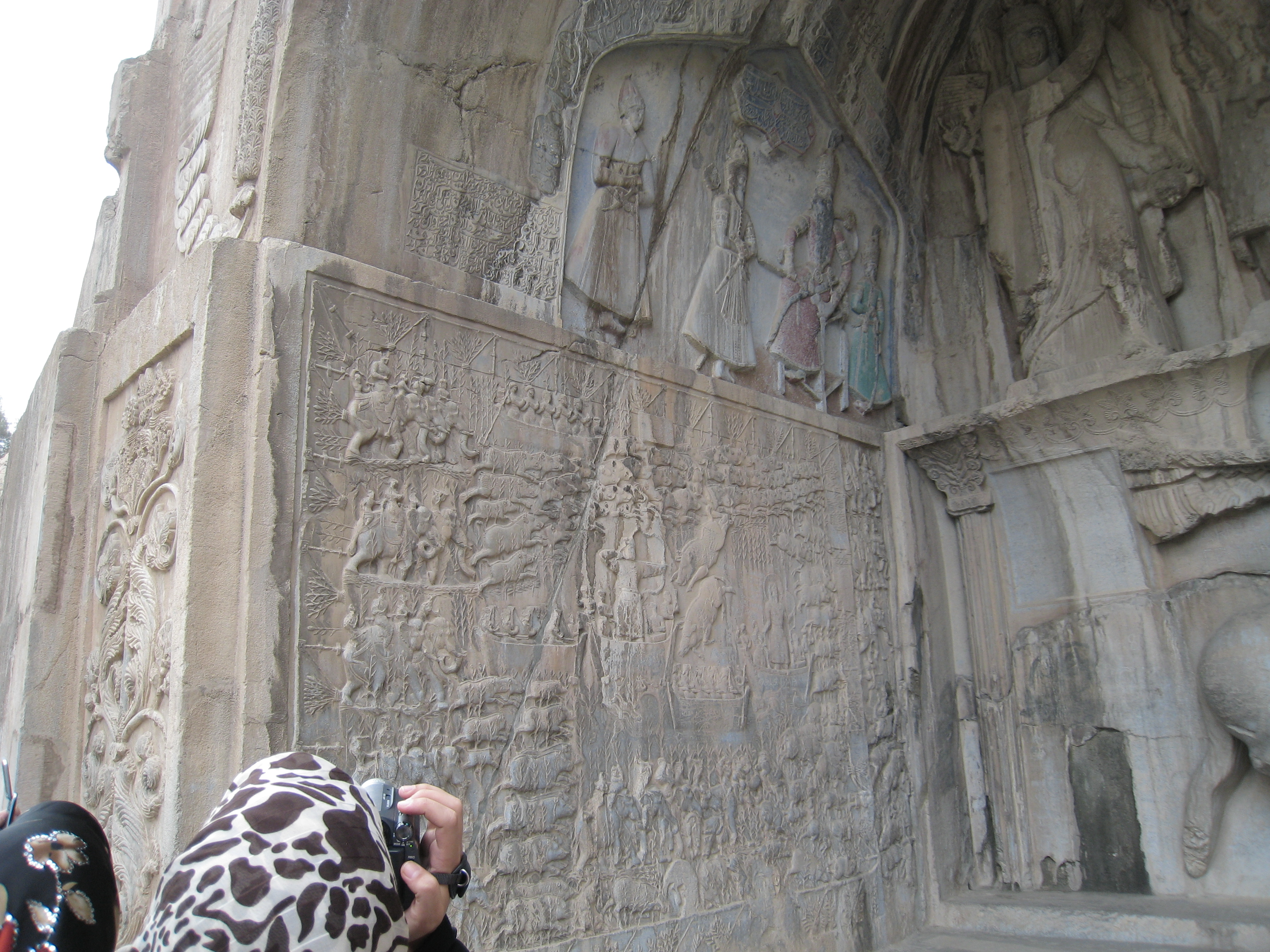
Relieve de un rey kayar

### Relieve kayarí
Avanzando mil trescientos años hacia delante, el último relieve superior añadido en el siglo XIX muestra el relieve de Fath Ali Shah, kayar.